# Amphipoea rufa-flavo
Amphipoea rufa-flavo là một loài bướm đêm trong họ Noctuidae.